# Lipotriches purnongensis
Lipotriches purnongensis là một loài Hymenoptera trong họ Halictidae. Loài này được Cockerell mô tả khoa học năm 1913.